# Ophthalmolabus senegalensis
Ophthalmolabus senegalensis es una especie de coleóptero de la familia Attelabidae.

## Distribución geográfica
Habita en Senegal.